# Santiago Arias
Santiago Arias Naranjo (Medellín, 13 de janeiro de 1992) é um futebolista colombiano que atua como lateral-direito. Atualmente joga pelo Bahia.

## Carreira

### La Equidad
O jogador passou pela base do La Equidad, e se profissionalizou no ano de 2009 pela equipe colombiana. Na equipe, apesar de poucos jogos, conseguiu destacar-se o suficiente para atuar pela Seleção Sub-20 da Colômbia e perfilar um futebol chamativo para o futebol europeu.
A saída de Arias do clube colombiano foi complicada. O jogador declarou que sua equipe não havia cumprido com o pagamento de seguridade social sobre seu salário real, e conseguiu rescindir seu contrato em 2011. Todavia, anos depois, em 2014, a Câmara de Resolução de Disputas acatou parcialmente o pedido da Equidad.
O lateral precisou pagar 150 mil euros para sua equipe formadora, pois a Câmara decidiu que o jogador não poderia ser considerado profissional, já que seu salário na época era inferior a dois salários mínimos legais; e que não havia justa causa para rescindir o contrato (o que ocorreu, para que Arias pudesse ingressar o Sporting), mas que o valor a pagar não poderia ser tão elevado (o Equidad pediu 8 milhões de euros ao jogador).

### Sporting
Em 21 de junho 2011, após rescindir com sua equipe anterior, Santigo assinou por 5 temporadas com o Sporting Clube de Portugal. Em seu contrato, o clube português assegurou que o sul-americano teria uma cláusula de rescisão de 20 milhões de euros.
Em sua apresentação, Arias comentou:
| “                                           | Vou dar tudo em campo e vou fazer tudo para deixar os adeptos felizes. Vou lutar para ter um lugar na equipa. Chego com grandes expectativas de ser campeão. | ” |
| — Arias, em sua apresentação pelo Sporting. | |   |

No time português, Arias não conseguiu se firmar na equipe e passou alguns jogos com o Sporting B, onde chegou a fazer um gol. Todavia, o jogador esteve aquém dos desejos do time de Lisboa que tratou de negociá-lo após 2 temporadas.

### PSV Eindhoven

#### 2013–14
Em 13 de agosto de 2013, Santiago rumou aos Países Baixos para assinar com o PSV Eindhoven (junto de Stijn Schaars) por 4 temporadas.
Em sua primeira temporada, o jogador rapidamente garantiu a titularidade, chegando a marcar seu primeiro gol no ano de 2014 contra o Twente FC pela Eredivisie de 2013–14. O jogador permaneceu no time principal até o final da competição, onde o PSV terminou em 4º lugar, tendo vaga à Terceira pré-eliminatória da Liga Europa da UEFA de 2014-15.
Pela Copa dos Países Baixos, Santiago estreou contra o Telstar na vitória de sua equipe por 4 a 1, inclusive sofrendo um pênalti no jogo. No jogo seguinte, contra o Roda JC, o PSV foi eliminado sem Arias em campo.
Após o clube não conseguir se classificar pelos play-offs da Liga dos Campeões (sem Arias em campo em nenhuma partida), o PSV foi direcionado à fase de grupos da Liga Europa da UEFA de 2013–14. No grupo B, o time neerlandês não conseguiu passar da primeira fase e foi eliminado precocemente.

#### 2014–15

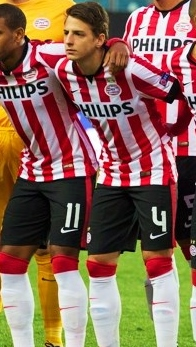
Arias pelo PSV em 2015.

Na Eredivisie de 2014–15, o jogador foi titular na maior parte da campanha vencedora do PSV naquela temporada. Contudo, aquela temporada também foi complicada para o jogador, já que vieram muitas lesões, incluindo uma na virilha, no pé, e a principal, em seu tornozelo. Contudo, apesar de ter deixado a equipe para tratar de sua lesão final nos últimos 8 jogos, o time de Eindhoven quebrou a sequência de 4 títulos consecutivos do rival Ajax e sagrou-se campeão.
Em 9 de fevereiro de 2015, o jogador renovou com a equipe dos Países Baixos até o ano de 2019.
A única competição que Santiago conseguiu atuar por todos os jogos sem os problemas de lesão foi a Copa dos Países Baixos. Naquela edição, o time foi novamente eliminado pelo Roda, agora durante uma prorrogação nas oitavas de final.
Na Liga Europa da UEFA de 2014–15, o time conseguiu se classificar à Fase de Grupos. Na competição, a equipe conseguiu se classificar, mas parou nas 16 avos ao serem derrotados pelo Zenit São Petersburgo nos dois jogos.

#### 2015–16
Na Supercopa dos Países Baixos de 2015, Santiago deu uma assistência para Luuk de Jong abrir o placar na vitória do seu time diante o FC Groningen por 3 a 0.
Durante a Eredivisie de 2015–16, o jogador participou diretamente de 6 gols de sua equipe, dividindo com exatidão os gols e assistências. A temporada foi intensa, o PSV liderou por 7 jogos na metade da temporada, contudo, o Ajax conseguiu se sobressair e reassumir a liderança. Porém, na última partida, o time de Arias venceu o PEC Zwolle, mas o rival empatou sua partida e, consequentemente, deixou o título escapar na rodada final.
Pela Copa KNVB de 2015–16, o PSV conseguiu alcançar as quartas de final, único jogo que Arias não jogou, e foi eliminado após perder para o FC Utrecht por 3 a 1.
Na Liga dos Campeões da UEFA de 2015–16, o PSV conseguiu fazer uma sólida campanha. A equipe não perdeu nenhum jogo jogando em casa naquela edição de Liga dos Campeões. Todavia, nas oitavas de final, o PSV teve o sonho interrompido pelo Atlético de Madrid após uma disputa de pênaltis. Arias foi o sexto cobrador e conseguiu balançar as redes.

#### 2016–17
O jogador começou ganhando o título da Supercopa dos Países Baixos de 2016, ainda que não tenha entrado em campo, após vitória de sua equipe diante o Feyenoord Rotterdam por 1 a 0.
Na Eredivisie de 2016–17, o jogador não conseguiu o tricampeonato. A equipe oscilou em algumas partidas e não pôde superar a equipe do Feyenoord que liderou o campeonato durante todas as rodadas. Arias, no entanto, marcou 1 gol e deu 2 assistências em 28 partidas.
Arias conseguiu se destacar em todas as duas partidas que disputou pela Copa KNVB de 2016–17. No primeiro jogo, contra o Roda, o PSV goleou o adversário por 4 a 0, tendo 2 assistências do lateral. No jogo seguinte, apesar da derrota, e eliminação, diante o Sparta Rotterdam, Arias deu um passe para Bart Ramselaar empatar o jogo ainda no primeiro tempo. O jogo terminou 3 a 1 para a equipe adversária, que contava com Denzel Dumfries na lateral direita.
Pela Liga dos Campeões da UEFA de 2016–17, o PSV não conseguiu repetir os bons jogos dentro de casa da temporada anterior. De fato, o clube neerlandês não venceu nenhuma partida e foi eliminado na fase de grupos. Naquela edição, Arias chegou a marcar seu primeiro gol, um contra o Bayern de Munique na derrota de sua equipe por 2 a 1.

#### 2017–18
Em sua melhor temporada de Eredivisie, o jogador fizera 3 gols e 6 assistências na campanha vencedora do PSV naquela edição de Campeonato.
Na Copa KNVB de 2017–18, que comemorava sua 100ª edição, o PSV não conseguiu passar das quartas de final. O clube foi eliminado diante o Feyenoord após derrota por 2 a 0.
O clube não conseguiu se classificar à Fase de Grupos da Liga Europa, pois foram eliminados ainda nos play-offs contra o NK Osijek. O PSV não ficava fora das principais competições europeias desde 1973.
Após sua positiva passagem pelo PSV, o jogador chamou a atenção de outras equipes europeias. Seu contrato iria se encerrar ao final da próxima temporada, e o clube aceitou uma proposta para o jogador sair à Espanha ao final da temporada 2017-18.

### Atlético de Madrid

#### 2018–19
Após consagrar-se no futebol neerlandês, o jogador assinou por 5 temporadas com o Atlético de Madrid no dia 31 de julho de 2018.
Apesar de não ter entrado em campo, Santiago foi considerado campeão da Supercopa da UEFA de 2018 após o Atlético de Madrid derrotar o Real Madrid por 4 a 2 na prorrogação. Esse foi o único título de Santiago pela equipe.
Na La Liga de 2018–19, o jogador só estreou na 3ª rodada contra o Celta de Vigo. O jogador rapidamente conquistou a titularidade e terminou a La Liga com um gol marcado, além de uma assistência, em 25 partidas. O Atlético garantiu a segunda colocação no campeonato.
Na Copa del Rey de 2018–19, o Atlético foi eliminado pelo Girona nas quartas de final.
Na Liga dos Campeões da UEFA de 2018–19, o jogador alternava entre jogos de titular e suplente não utilizado. A equipe conseguiu a classificação ao fim da fase de grupos, mas deixou a competição nas oitavas de final, quando a Juventus conseguiu uma virada no agregado, Cristiano Ronaldo marcou 3 gols no jogo de volta e garantiu sua equipe nas quartas de final.

#### 2019–20

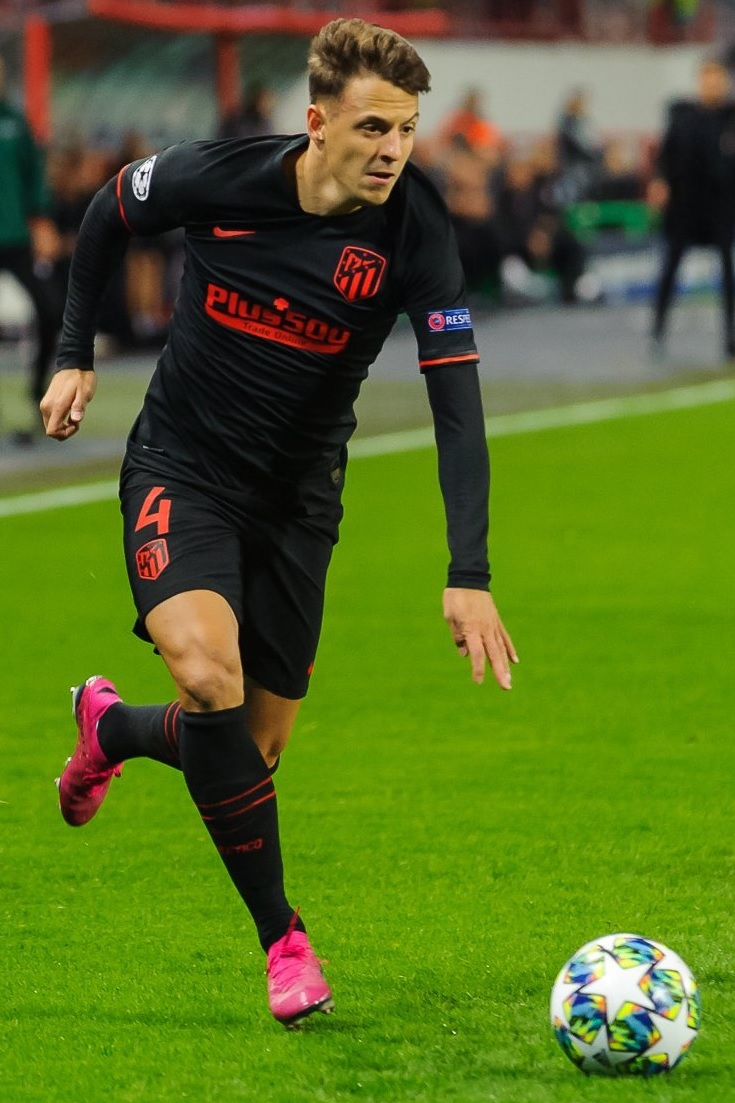
Santiago Arias em 2019.

O jogador entrou em campo na final da Supercopa da Espanha de 2019–20, mas sua equipe foi derrotada pelo Real Madrid por 4 a 1 nas penalidades. Santiago não chegou a cobrar nenhum pênalti.
Nessa temporada, o jogador começou a figurar muitos jogos no banco de reservas. Ao final da temporada, Santiago fizera apenas 14 jogos dando somente uma assistência para Álvaro Morata marcar no empate por 1 a 1 contra o Sevilla na 12ª rodada de La Liga. O seu clube ficou em 4º colocado na tabela.
Após a chegada de Kieran Trippier na lateral direita, o colombiano perdeu sua posição de titular na equipe. em novembro de 2019, o jogador chegou a ser oferecido, por empréstimo, ao Benfica, mas as negociações não avançaram.
Na Copa del Rey de 2019–20, o Atlético de Madrid foi eliminado precocemente na primeira rodada que disputou. A equipe foi derrotada pelo Leonesa por 2 a 1 na prorrogação e deu adeus à competição.
Arias jogou apenas 2 partidas pelo Atlético de Madrid na Liga dos Campeões da UEFA de 2019–20. Ele viu seu time ser eliminado pelo Red Bull Leipzig nas quartas de final. O jogo foi único, pois a temporada foi assolada pela Pandemia de COVID-19.

### Bayer Leverkusen (empréstimo)

#### 2020–21
Após perder muitos jogos por conta da chegada de Trippier ao elenco, o Atlético de Madrid aceitou emprestar o jogador para o Bayer Leverkusen em setembro de 2020. Contudo, lá, o colombiano fizera apenas uma partida de Bundesliga. No jogo seguinte, servindo sua seleção, o jogador lesionou sua perna esquerda e ficou de fora o restante da temporada.

### Granada (empréstimo)

#### 2021–22
Após a sua breve passagem pelo Bayer, o jogador foi novamente emprestado. Na equipe do Granada, Arias alternou muitos jogos entre suplente e titular. Contudo, garantiu sua primeira sequência de 3 jogos (ainda que tenha saído do banco na maioria das vezes) após dar uma assistência na vitória diante o Alavés na 16ª rodada de La Liga. No entanto, após a rodada 18 (jogou a 9ª jornada, que teve de ser adiada), Santiago lesionou-se na coxa em partida contra o seu ex-clube espanhol e ficou de fora pelos próximos 4 meses.
Após retornar aos treinos, em abril, o jogador só foi titular na penúltima partida do campeonato, mas não conseguiu ajudar na permanência do seu clube na primeira divisão. Na última rodada, a equipe empatou em 0 a 0 com o Espanyol e teve de jogar a segunda divisão na próxima temporada.
Pela Copa do Rey, Santiago jogou dois jogos. Contudo, apesar da goleada de 7 a 0 na primeira partida, o clube foi eliminado pelo Mancha Real por 1 a 0 e deixou a competição.

### Cincinnati

#### 2023
Em seu último ano de contrato, Santiago decidiu por rescindir seu contrato com o Atlético de Madrid em agosto de 2022. Após muita especulação, o jogador optou por assinar, em fevereiro de 2023, com um clube da MLS, o Cincinnati. Seu contrato vai até o fim de 2023, com opção de mais um ano de renovação.
O jogador estreou na Major League Soccer de 2023 na primeira rodada, contra o Houston Dynamo Football Club. Contudo, já não pôde jogar as partidas seguintes por conta de uma lesão na perna. Após retornar, fizera 5 partidas e novamente se ausentou por conta de outra lesão.

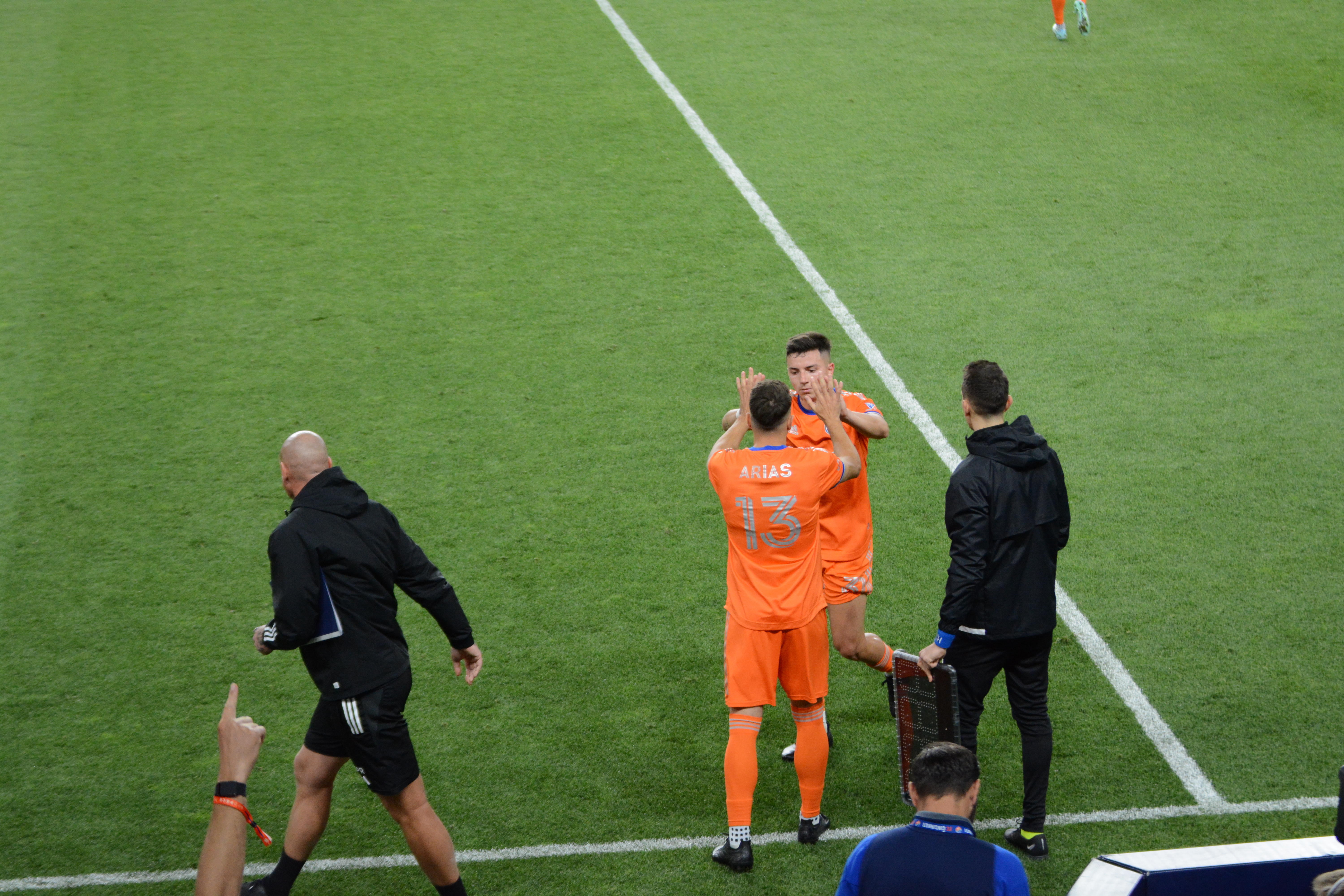
Santiago Arias prestes a entrar em campo pelo Cincinnati em 2023.

Recuperado, Arias jogou normalmente com sua equipe durante o restante da MLS. Atuando como meia direita, o jogador conseguiu seu espaço na equipe e chegou a marcar 3 gols em 30 jogos de Campeonato. A maioria de suas participações em gol ocorreram acompanhadas do craque da equipe: Luciano Acosta. A primeira assistência do colombiano foi para o argentino em vitória simples contra o Chicago Fire. E o segundo gol de Arias na equipe estado-unidense foi com assistência de Acosta. Em outra oportunidade, Santiago foi derrubado na área e Lucho tratou de cobrar a penalidade.
Terminando a temporada regular da Liga, o clube de Santiago conquistou a MLS Supporters' Shield, isto é, foi a equipe com mais pontos na competição geral. Na sequência, disputando a Conferência Leste, o jogador não atuou na primeira partida por causa de uma lesão na coxa. Contudo, se recuperou após a primeira partida. No fim da competição, a equipe foi eliminada pelo Columbus Crew nas semifinais.
Disputando a US Open Cup de 2023, o jogador não esteve em campo nos primeiros jogos por conta de lesão. Mas atuou pela primeira vez contra o New York Red Bulls. O jogo terminou empatado em 1 a 1, e o clube de Arias classificou-se nas penalidades. No jogo seguinte, pelas quartas de final, Arias marcou um gol contra o Pittsburgh Riverhounds na vitória por 3 a 1.
Na semifinal, contudo, Arias, ainda que tenha dado uma assistência para Brandon Vázquez aumentar a vantagem para 2 a 0, o Cincinnati foi eliminado para o Inter Miami de Lionel Messi e Josef Martínez nos pênaltis. Santiago chegou a acertar sua cobrança, mas o time de Miami conseguiu superar o clube adversário e se classificou à final.
Arias não chegou a jogar pela Copa das Ligas de 2023 por opção do treinador e sua equipe foi eliminada pelo Nashville nas penalidades.
Arias terminou sua passagem pelos Estados Unidos com 3 gols e 2 assistência em 32 partidas. O atleta optou por não renovar o contrato com o clube e virou um agente livre ao final de 2023.

### Bahia

#### 2024
Após passagem pelos Estados Unidos, o atleta optou por permanecer na América e atuar em uma equipe brasileira. Em 25 de janeiro de 2024, Santiago aportou em Salvador para assinar com o Bahia por duas temporadas.
Fez seu primeiro gol com a camisa do Bahia em 15 de fevereiro do mesmo ano na terceira rodada da Copa do Nordeste contra o América-RN na Arena Fonte Nova, fazendo aos 23 minutos o primeiro dos três gols da equipe na partida que acabaria 3x0.

## Vida Pessoal

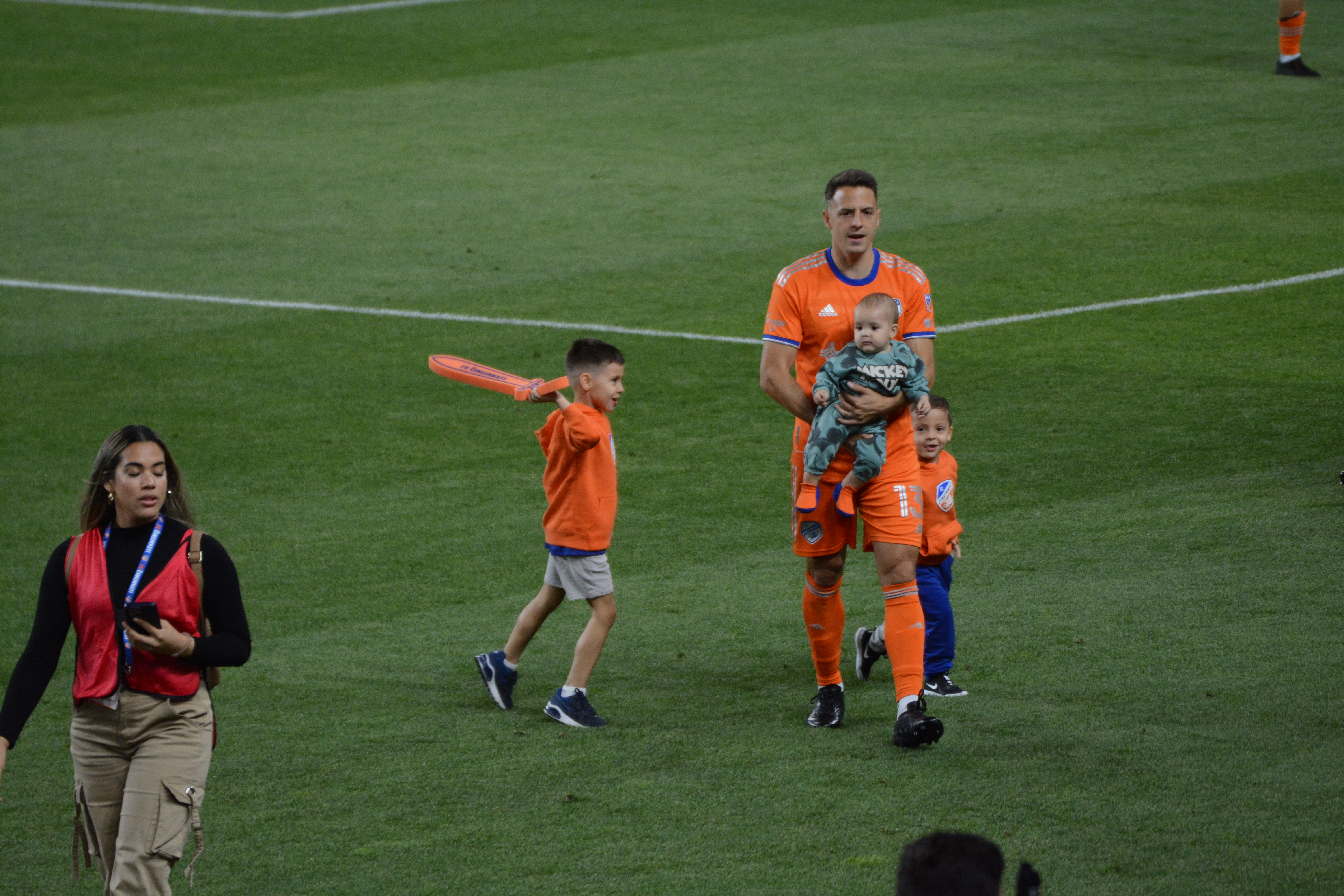
Santiago Arias e filhos em 2023.

Santiago Arias, em 2009, perdeu seu pai vítima de um assassinato. No dia seguinte à morte de seu pai, morto em um assalto, Arias foi informado de que havia sido incluído na seleção sub-17 da Colômbia, que se preparava para a Copa do Mundo da Nigéria naquele ano.
Santiago é casado com a modelo Karin Jiménez. Os dois têm 3 filhos juntos: Thiago, Lucca e Milán.

#### Saída do Equidad
A saída do jogador do Equidad foi dramática, Arias teve de acionar a justiça para obter uma rescisão de contrato com a equipe colombiana por não cumprimento de seguridade social sobre seu salário real. O time rebateu, e cobrou do jogador, anos depois, um valor de 8 milhões de euros, pois, na visão da equipe, quem não havia cumprido o contrato havia sido o próprio jogador ao rescindir com o time de Bogotá para assinar com o Sporting de Portugal. No final do caso, em abril de 2014, a Câmara de Resolução de Disputas da FIFA acatou parcialmente o pedido da Equidad, e Santigo pagou 150 mil euros aos colombianos.

## Seleção

### Colômbia Sub-17

#### Copa do Mundo Sub-17 de 2009
Em 2009, o jogador esteve na campanha que levou a Colômbia Sub-17 às semifinais da Copa do Mundo Sub-17 de 2009. Santiago marcou um gol durante as cobranças de pênaltis nas quartas de final, que terminou com a classificação dos sul-americanos diante a Turquia. Contudo, a equipe foi eliminada nas semifinais, esse foi o único jogo que Arias não esteve em campo.
Na disputa de 3º lugar, os colombianos perderam para Espanha por 1-0 com gol de Isco.

### Colômbia sub-20

#### Torneio de Toulon de 2011
O jogador esteve com a equipe Colombiana durante o Torneio de Toulon de 2011. Sua seleção foi campeã do torneio ao derrotarem a França na final. Na época, antes mesmo de começar a competição, Arias já havia tido um pré-acordo com o Sporting para ingressar na equipe de Portugal assim que rescindisse o contrato com o La Equidad, seu clube na ocasião.

#### Copa do Mundo Sub-20 de 2011
Na Seleção Colombiana sub-20, Arias jogou a Copa do Mundo FIFA Sub-20 de 2011, onde marcou um gol na estreia contra a França Sub-20. A sua seleção conseguiu se classificar até as quartas de final, mas lá foram derrotadas pela Seleção Mexicana de Futebol Sub-20 por 3 a 1.

### Colômbia

#### Qualificações para Copa do Mundo de 2014
O jogador estreou na Seleção Colombiana em 2013, na vitória de sua equipe contra o Paraguai pelas Eliminatórias da Copa de 2014.

#### Copa o Mundo de 2014
Após se firmar na seleção em amistosos, Santiago foi convocado para jogar a Copa do Mundo de 2014 pela Colômbia. Na Copa, o jogador atuou apenas pela fase de grupos, deixando de estar presente no mata-mata. A Colômbia foi eliminada para o Brasil nas quartas de final. Jogo que ficou marcado pela forte lesão de Neymar, causada por Juan Camilo Zúñiga.

#### Copa América de 2015
Arias foi convocado para Copa América de 2015, mas só atuou nos últimos dois jogos. Em seu último jogo, eles foram eliminados pela Argentina nas penalidades.

#### Eliminatórias para Copa do Mundo de 2018
Durante a campanha das Eliminatórias para Copa do Mundo de 2018, Santiago esteve presente em vários jogos, contribuindo com uma assistência no empate em 1 a 1 contra o Brasil em 2017. Ao final da campanha, a seleção conseguiu se classificar à Copa do Mundo.

#### Copa América de 2016
Arias esteve na campanha que levou a seleção colombiana a alcançar o 3º lugar na Copa América de 2016. Na final, o jogador deu uma assistência para Carlos Bacca marcar o único gol do jogo contra os Estados Unidos.

#### Copa do Mundo de 2018
Santiago esteve no plantel da Colômbia na Copa do Mundo de 2018. Arias jogou em todas as partidas na Copa, mas sua seleção foi derrotada pela Inglaterra nas oitavas de final durante a cobrança de pênaltis. Arias não teve oportunidade de bater um pênalti.

#### Copa América de 2019
Pela Copa América de 2019, Arias estreou contra a seleção convidada da competição, o Catar. Na partida seguinte. deu uma assistência para Gustavo Cuellár marcar o único gol do jogo contra o Paraguai ainda na Fase de Grupos. Nas quartas de final, Arias não entrou em campo e sua seleção foi eliminada pelo Chile nas penalidades.

#### Eliminatórias para Copa do Mundo de 2022
Arias foi convocado apenas uma vez para as Eliminatórias para Copa do Mundo de 2022. Em sua estreia, contra a Venezuela, a Colômbia venceu por 3 a 0, mas o jogador se lesionou forte em sua perna esquerda e não pôde mais jogar. Na época, o lateral jogava pelo Bayer Leverkusen.

#### Eliminatórias para Copa do Mundo de 2026
Após ficar de fora dos jogos de sua seleção pelos últimos 2 anos, Arias voltou a ser convocado para um jogo da Seleção Colombiana. Contudo, ainda que estivesse disponível, não entrou em campo nos dois primeiros jogos nas Eliminatórias que foi convocado.

## Títulos
PSV Eindhoven
- Campeonato Neerlandês: 2014–15, 2015–16, 2017–18
- Supercopa dos Países Baixos: 2015, 2016

Atlético de Madrid
- Supercopa da UEFA: 2018

Cincinnati
- MLS Supporters' Shield: 2023

Bahia
- Campeonato Baiano: 2025[104]

Colômbia
- Torneio de Toulon: 2011

### Prêmios individuais
- Equipe ideal da Eredivisie: 2017–18
- Jogador do mês da Eredivisie: Março de 2018